# Tuomo Ylipulli
Tuomo Ylipulli (n. 3 martie 1965, Rovaniemi, Lapin lääni, Finlanda – d. 23 iulie 2021) a fost un săritor cu schiurile ce a reprezentat Finlanda, medaliat olimpic. A participat la o ediție a Jocurilor Olimpice (1988) în care a câștigat o medalie de aur.

## Participări
Lista de mai jos prezintă principalele competiții la care a participat Tuomo Ylipulli de-a lungul carierei.
- ski jumping at the 1988 Winter Olympics – large hill team[*]